# Ценява
Ценя́ва (укр. Ценява) — село в Пядикской сельской общине Коломыйского района Ивано-Франковской области Украины.
Население по переписи 2001 года составляло 1655 человек. Занимает площадь 14,43 км². Почтовый индекс — 78255.